# Xenopachys
Xenopachys is een kevergeslacht uit de familie van de boktorren (Cerambycidae). De wetenschappelijke naam van het geslacht werd voor het eerst geldig gepubliceerd in 1999 door Sama.

## Soorten
Xenopachys omvat de volgende soorten:
- Xenopachys matthiesseni (Reitter, 1907)
- Xenopachys schurmanni Sama, 1999